# Antonia die Ältere
Antonia (* 39 v. Chr.), zur Unterscheidung von ihrer gleichnamigen jüngeren Schwester die Ältere (lateinisch: maior) genannt, war eine Tochter des Marcus Antonius und der Octavia, der Schwester des Augustus.
Im Rahmen der Verhandlungen zum Vertrag von Tarent (37 v. Chr.) zwischen den Triumvirn Octavian, Marcus Antonius und Marcus Aemilius Lepidus wurde sie als Zweijährige mit dem wohl noch minderjährigen Sohn Lucius des Gnaeus Domitius Ahenobarbus verlobt. Die Hochzeit mit Lucius Domitius Ahenobarbus, der 16 v. Chr. das Konsulat bekleidete, fand nach dem Tod des Gnaeus Domitius Ahenobarbus im Jahr 30 v. Chr. statt. Der gemeinsame Sohn Gnaeus Domitius Ahenobarbus heiratete Agrippina die Jüngere. Aus dieser Ehe ging der spätere Kaiser Nero hervor. Antonias und Ahenobarbus’ Tochter Domitia Lepida heiratete Marcus Valerius Messala Barbatus. Deren Tochter Valeria Messalina heiratete den Neffen der Antonia und späteren Kaiser Claudius, mit dem sie zwei Kinder hatte: Claudia Octavia und Britannicus.